# Pectinochromis
Pectinochromis is een monotypisch geslacht van straalvinnige vissen uit de familie van dwergzeebaarzen (Pseudochromidae).

## Soort
- Pectinochromis lubbocki (Edwards & Randall, 1983)